# (12363) Marinmarais
(12363) Marinmarais est un astéroïde de la ceinture principale.

## Description
(12363) Marinmarais est un astéroïde de la ceinture principale. Il fut découvert le 9 octobre 1993 à La Silla par Eric Walter Elst. Il présente une orbite caractérisée par un demi-grand axe de 3,16 UA, une excentricité de 0,13 et une inclinaison de 2,6° par rapport à l'écliptique.
Le nom est une référence au gambiste et compositeur Marin Marais, qui est un chef de file de la musique baroque à cheval entre le XVIIe et le XVIIIe siècle,.

## Compléments